# Болчари
Болчари́ (рос. Болчары) — село у складі Кондінського району Ханти-Мансійського автономного округу Тюменської області, Росія. Адміністративний центр Болчарівського сільського поселення.
Населення — 1706 осіб (2010, 1962 у 2002).
Національний склад станом на 2002 рік: росіяни — 69 %.